# Dai Tsukamoto
Dai Tsukamoto (塚元 大 Tsukamoto Dai?), född 23 juni 2001 i Osaka prefektur, är en japansk fotbollsspelare.
Tsukamoto började sin karriär 2019 i Gamba Osaka.